# Na Na Na (Na Na Na Na Na Na Na Na Na)
Singles de My Chemical Romance
Desolation Row
(2009) The Only Hope for Me Is You
(2010)
Pistes de Danger Days: The True Lives of the Fabulous Killjoys
Look Alive, Sunshine Bulletproof Heart
Na Na Na (Na Na Na Na Na Na Na Na Na) est une chanson du groupe de musique My Chemical Romance. Il s'agit du premier single extrait de leur quatrième album, Danger Days: The True Lives of the Fabulous Killjoys. Une partie de la chanson est reprise dans le deuxième trailer de Sonic Generations.

## Certifications
| Pays              | Certification | Unités certifiées |
| ----------------- | ------------- | ----------------- |
| Royaume-Uni (BPI) | Argent        | 200 000           |